# Maug-eilanden
De Maug-eilanden zijn een Oceanische eilandengroep, onderdeel van de regio Micronesië. Staatkundig gezien zijn de eilanden een onderdeel van het Amerikaanse gebiedsdeel Noordelijke Marianen in de Grote Oceaan. De eilanden vormen een van de toppen van vijftien vulkanische bergen die de eilandengroep de Marianen vormen. De Maug-eilanden liggen ten noorden van Asuncion-eiland en ten zuiden van het eiland Farallon de Pajaros.
De Maug-eilanden hebben een oppervlakte van 2,1 km².

## Flora en fauna
Er komen slechts twee zoogdieren voor, de vleermuizen Pteropus mariannus en Emballonura semicaudata.